# 馬渕健一
馬渕 健一（まぶち けんいち、1922年（大正11年）11月13日 - 2005年（平成17年）7月16日）は、日本の実業家。マブチモーター創業者である。小型モーターのシェアが世界一となるような企業に育てあげた。

## 人物
1922年11月13日、香川県高松市のブリキ工場を営んでいた家に生まれる。1946年、関西理科研究所を創業する。小型マグネットモーターを開発する。1954年、東京科学工業を創業する。1958年、馬渕工業を設立し、社長に就任する。
1971年、社名をマブチモーターに変更。1985年、社長を弟の馬渕隆一に譲り、会長に就任。1999年、会長を引退し、名誉会長職に就任。
2002年8月5日、弟・隆一の妻・長女（それぞれ、健一の義妹・姪）が、自宅で殺害された（マブチモーター社長宅殺人放火事件）。2005年7月16日、前述の事件の解決を待つことなく、心不全のため、松戸市松戸の新東京病院で死去。82歳没。